# بیالکا
بیالکا (به بلغاری: Byalka) یک منطقهٔ مسکونی در بلغارستان است که در شهرستان کاردژالی واقع شده‌است.